# Júnior Baiano
Raimundo Ferreira Ramos Jr., "Júnior Baiano" (Feira de Santana, Bahía, 14 de marzo de 1970), es un exfutbolista brasileño en la posición de defensa que participó con la selección en la Copa Mundial de Fútbol de 1998 donde quedaron subcampeones. Su último club fue el Miami FC de la USL First Division.

## Trayectoria

### Club
Júnior Baiano inició su carrera a finales de los años 1980 en el Clube de Regatas do Flamengo en el Campeonato Brasileño Serie A, durante los siguientes 15 años, la carrera de Junior lo llevó a Alemania, China y por todo Brasil. Ganó dos veces el Campeonato Carioca con el Flamengo en 1991 y en 2004. También ganador de la Copa Conmebol y la Recopa Sudamericana con el São Paulo y la Copa Libertadores con Palmeiras en 1999.
Se retiró en el 2005, pero en diciembre de 2006 firmó un contrato profesional con la América de Río de Janeiro para defender el club para el Campeonato Carioca a inicios de enero de 2007. Baiano firmó un contrato con Brasiliense para jugar el Campeonato Brasileño de Serie B en 2007.
Después de estar con el Volta Redonda en 2009, firmó con el Miami FC en la USL First Division quien su entrenador es su compañero de la selección de Brasil, Zinho.

### Internacional
Júnior Baiano ganó 25 copas con la selección de Brasil entre 1997 y 1998, y fue miembro del equipo de Brasil que jugó en la Copa Mundial de Fútbol de 1998, la Copa de Oro de la Concacaf 1998 y que ganó la Copa FIFA Confederaciones 1997.

## Clubes
| Club             | País           | Año       |
| ---------------- | -------------- | --------- |
| Flamengo         | Brasil         | 1989-1993 |
| São Paulo        | Brasil         | 1994-1995 |
| Werder Bremen    | Alemania       | 1995-1996 |
| Flamengo         | Brasil         | 1996-1998 |
| Palmeiras        | Brasil         | 1998-1999 |
| Vasco da Gama    | Brasil         | 2000-2001 |
| Shanghái Shenhua | China          | 2001-2002 |
| Internacional    | Brasil         | 2002-2003 |
| Flamengo         | Brasil         | 2004-2005 |
| América          | Brasil         | 2006-2007 |
| Brasiliense      | Brasil         | 2007-2008 |
| Volta Redonda    | Brasil         | 2008-2009 |
| Miami FC         | Estados Unidos | 2009-2010 |

## Palmarés

### Títulos nacionales

#### Campeonatos regionales
| Título             | Equipo   | Estado         | Año  |
| ------------------ | -------- | -------------- | ---- |
| Campeonato Carioca | Flamengo | Río de Janeiro | 1991 |
| Campeonato Carioca | Flamengo | Río de Janeiro | 2004 |

#### Campeonatos nacionales
| Título         | Equipo        | País   | Año  |
| -------------- | ------------- | ------ | ---- |
| Copa do Brasil | Flamengo      | Brasil | 1990 |
| Brasileirão    | Flamengo      | Brasil | 1992 |
| Brasileirão    | Vasco da Gama | Brasil | 2000 |

#### Títulos internacionales
| Título                    | Equipo (*)          | País           | Año  |
| ------------------------- | ------------------- | -------------- | ---- |
| Copa Conmebol             | São Paulo           | Montevideo     | 1994 |
| Recopa Sudamericana       | São Paulo           | Kōbe           | 1994 |
| Copa FIFA Confederaciones | Selección de Brasil | Arabia Saudita | 1997 |
| Copa Mercosur             | Palmeiras           | São Paulo      | 1998 |
| Copa Libertadores         | Palmeiras           | São Paulo      | 1999 |
| Copa Mercosur             | Vasco da Gama       | São Paulo      | 2000 |

(*) Incluyendo la selección

#### Distinciones individuales
| Distinción    | Año  |
| ------------- | ---- |
| Bola de Prata | 1997 |